# Gare de Volgograd
La gare de Volgograd (en russe : Волгоград) est une gare ferroviaire russe située sur le territoire de la ville de Volgograd, capitale administrative de l'oblast de Volgograd.

## Description
Bâtiment construit à l'origine, elle fut détruite pendant la Seconde Guerre mondiale et reconstruite en brique. Le bâtiment de deux étages comporte une tour surmontée d’une flèche. Le bâtiment est un mélange de brique et de béton, la façade étant faite de granit ornementé. Les murs intérieurs sont principalement en marbre. Le plafond est orné de stucs ainsi que de plusieurs peintures représentant les combats qui se déroulèrent en ville.

## Histoire
Ce bâtiment typiquement d’architecture stalinienne fut reconnu comme monument historique en 1997.
Le 29 décembre 2013, à 12 h 45 (heure locale de Moscou), un attentat-suicide a lieu à la gare de Volgograd, tuant quelque soixante personnes et en blessant une cinquantaine d'autres. L'attaque est perpétrée par une femme ayant déclenché une ceinture explosive d'une puissance équivalente à 10 kg de TNT,,,. 

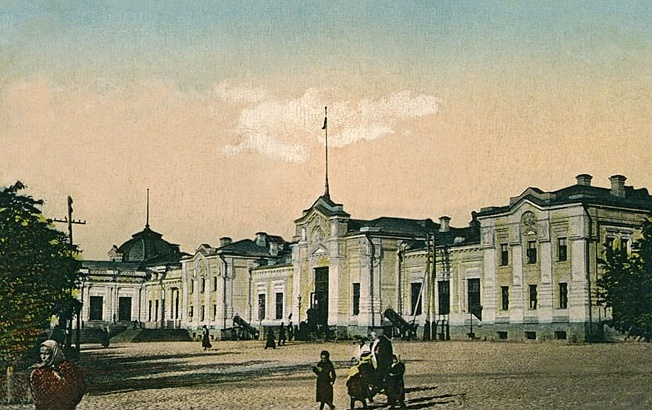
L'ancien bâtiment, avant 1917.
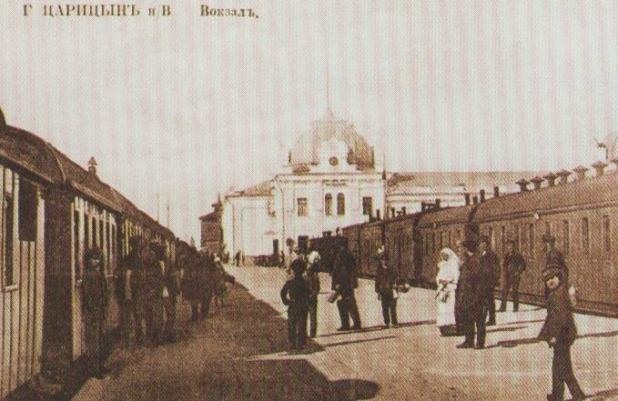
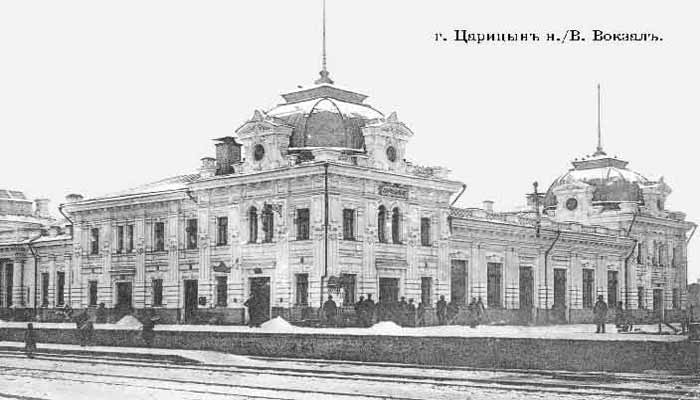